# Clidemia spectabilis
Clidemia spectabilis är en tvåhjärtbladig växtart som beskrevs av Henry Allan Gleason. Clidemia spectabilis ingår i släktet Clidemia och familjen Melastomataceae.
Artens utbredningsområde är Costa Rica. Inga underarter finns listade i Catalogue of Life.